# Regio decreto 30 dicembre 1923, n. 2839
La Riforma della legge comunale e provinciale del 1923 del Regno d'Italia fu l'ultimo intervento legislativo di stampo liberale in materia amministrativa, approvato con RD n°2839 del 30 dicembre 1923, prima della svolta autoritaria del regime fascista.

## Normativa
Dopo la Marcia su Roma, ma prima dell'applicazione della legge Acerbo, il partito fascista dovette temporaneamente accettare l'alleanza governativa con la destra moderata. Per un biennio la produzione legislativa vide quindi una commistione fra provvedimenti già chiaramente autoritari con misure più attinenti al classico liberalismo.
Le finalità della riforma del 1923 fu quello di una maggiore speditezza ed efficienza nelle decisioni amministrative, anche a costo di sacrificare garanzie e controlli. Fu rinforzato il ruolo dei sottoprefetti dei circondari, istituiti anche per i capoluoghi provinciali, e a cui vennero affidati i controlli sui comuni, e più in generale venne ristrutturata la macchina del pubblico impiego locale.
In tema elettorale, furono abrogati i mandamenti e, per una reale applicazione del sistema elettorale plurinominale limitato, sostituiti da collegi elettorali di cinque seggi ciascuno, nei quali ogni elettore godeva di quattro voti di preferenza. I membri delle deputazioni provinciali diventarono sei per qualsiasi provincia, mentre vennero ridotti i componenti dei consigli provinciali secondo questo schema:
- da 60 a 45 consiglieri nelle province sopra i 600.000 abitanti;
- da 50 a 35 consiglieri nelle province sopra i 400.000 abitanti;
- da 40 a 30 consiglieri nelle province sopra i 200.000 abitanti;
- da 30 a 25 consiglieri nelle province restanti.

L'applicazione della riforma elettorale tuttavia, non avvenne mai. Sfruttando la possibilità, già in uso nell'epoca liberale, di non far coincidere le elezioni amministrative con quelle politiche, il governo fascista rinviò le elezioni provinciali del 1924 per la contestualità coi comizi nazionali convocati in seguito all'approvazione della legge Acerbo e, una volta stravinto questo appuntamento, le leggi fascistissime offrirono ai prefetti vari pretesti per insediare stabilmente alla guida delle province le Commissioni reali straordinarie che il precedente ordinamento giuridico considerava come del tutto transitorie, fino a che nel 1929 la svolta autoritaria nella gestione delle province fu esplicitata anche per legge.